# 하타케야마 시게야스
하타케야마 시게야스(일본어: 畠山 重保 はたけやま しげやす[*], 생년 미상 - 겐큐 2년 6월 22일 (1205년 7월 10일))는 가마쿠라 시대 초기의 무장이다. 아버지는 하타케야마 시게타다, 어머니는 호죠 토키마사의 딸이다. 통칭 로쿠로 (六郎)이다.

## 생애
형으로 시게히데가 있는데, 어머니가 호죠씨인 시게야스가 적남 취급을 받고 있었던 것으로 보인다. 황국지지는 현재의 요코하마시 토츠카구 구미자와쵸에서 겐지산(源氏山)이라고 불리는 오야마 부근의 자인 로쿠로마루(六郎丸)에 있는 진야 터가 시게야스의 거관이었다는 옛 노인의 구전을 수록하고 있다.
겐큐 2년 (1205년) 6월 22일 이른 아침, 호죠 토키마사의 후처의 사위인 히라가 토모마사와의 불화 때문에, 모반을 기도했다는 의심을 받고, 유이가하마로 호출된 곳에서, 토키마사의 뜻을 받은 미우라 요시무라에 의해 공격당해 사망했다. 시게야스가 살해당한 사실을 모르고 가마쿠라로 향하던 아버지 시게타다는, 호죠 요시토키가 이끄는 시게타다 토벌군의 공격을 받아 전사했고, 헤이시 하타케야마씨는 멸망했다 (하타케야마 시게타다의 난).
시게타다의 구령과 하타케야마의 묘제키는 시게타다의 미망인 호죠 토키마사의 딸과, 아시카가 요시카네의 서장자 아시카가 요시즈미가 혼인하면서 계승되었다. 덧붙여, 요시즈미가 혼인 한 것은 시게타다와 호죠 토키마사의 딸과의 사이에 태어난 여성 (시게야스와 동복 자매)과의 이설도 있다.
자식으로 시마 (코타로 시게유키)가 있었다고 전해지고, 메구로씨를 칭했다고 한다. 다만 메구로씨의 정확한 출신은 미상으로, 시게야스의 후손이 없다고 하는 설도 있다 (『메구로구 역사』). 또 아버지와 같은 이름의 시게타다라는 애가 있었던 것으로 알려져있다 (죠호지씨의 시조). 시게야스의 손자인 시게나가는 동족 무사시 에도씨의 양자가 되어, 7대 당주가 되었다.

## 묘소

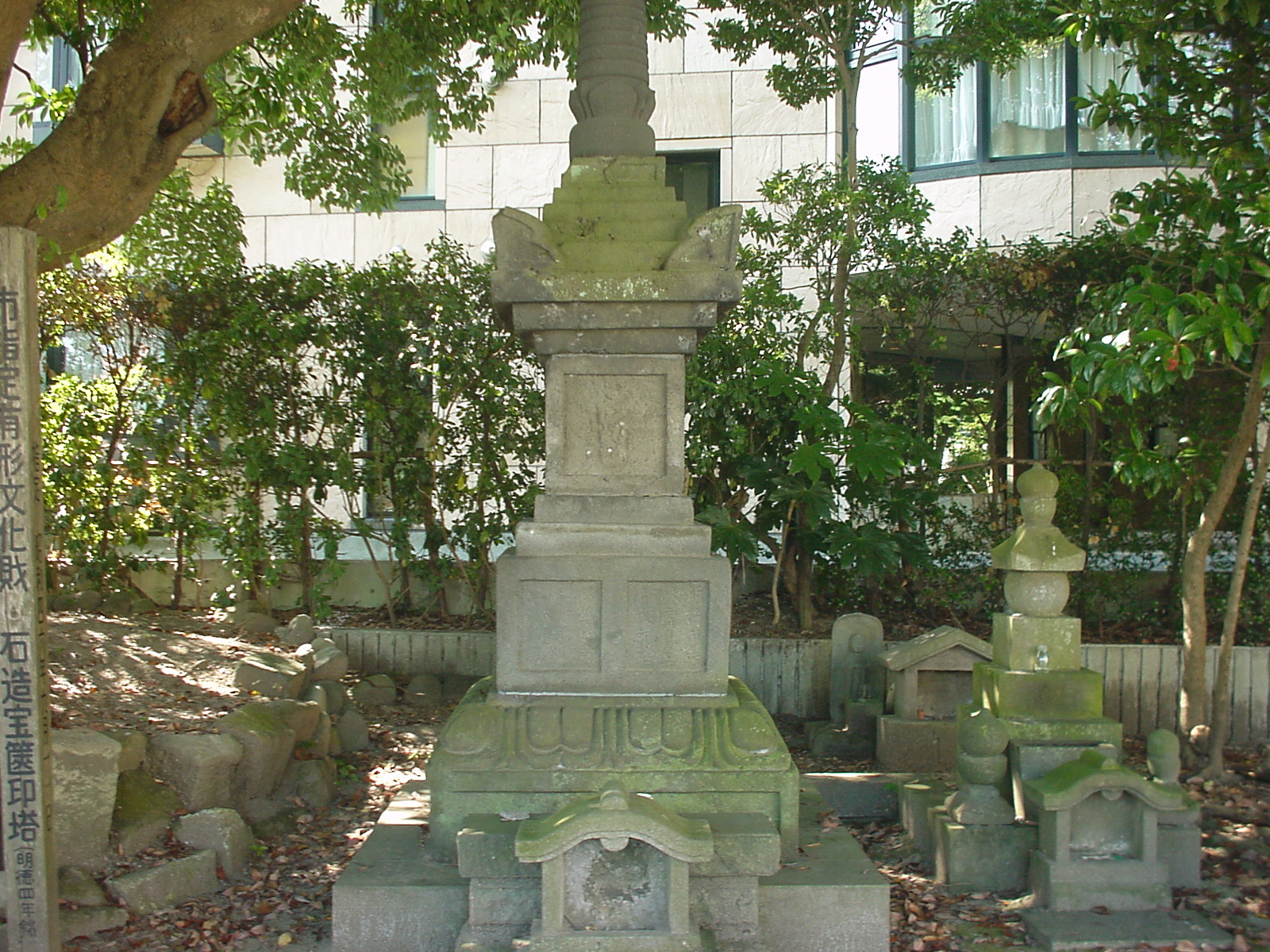
유이가하마의 하타케야마 시게야스 저택 터에 남아있는 시게야스의 묘

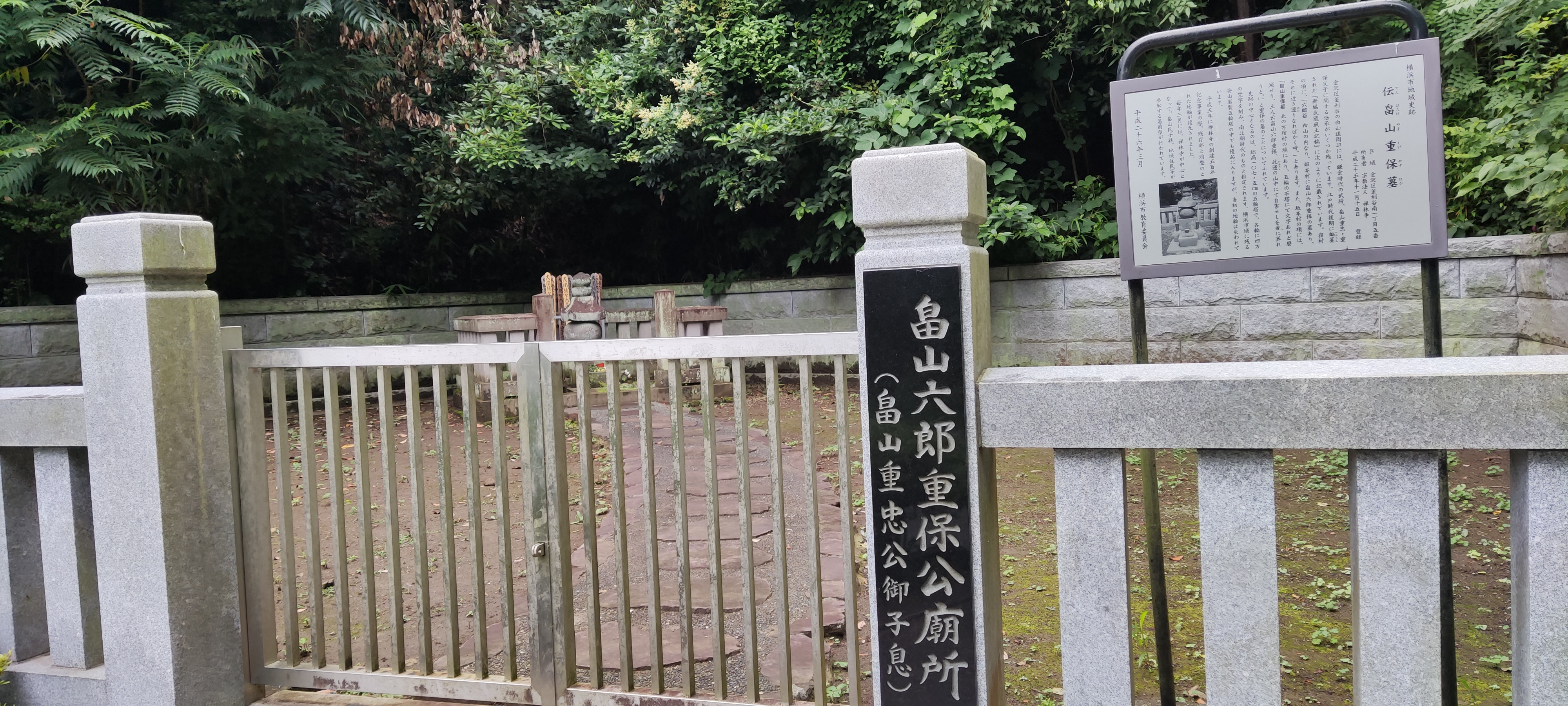
하타케야마 로쿠로 시게야스 묘소 (카나자와구) (카나가와현 요코하마시 카나자와구 오오카와 7-4)

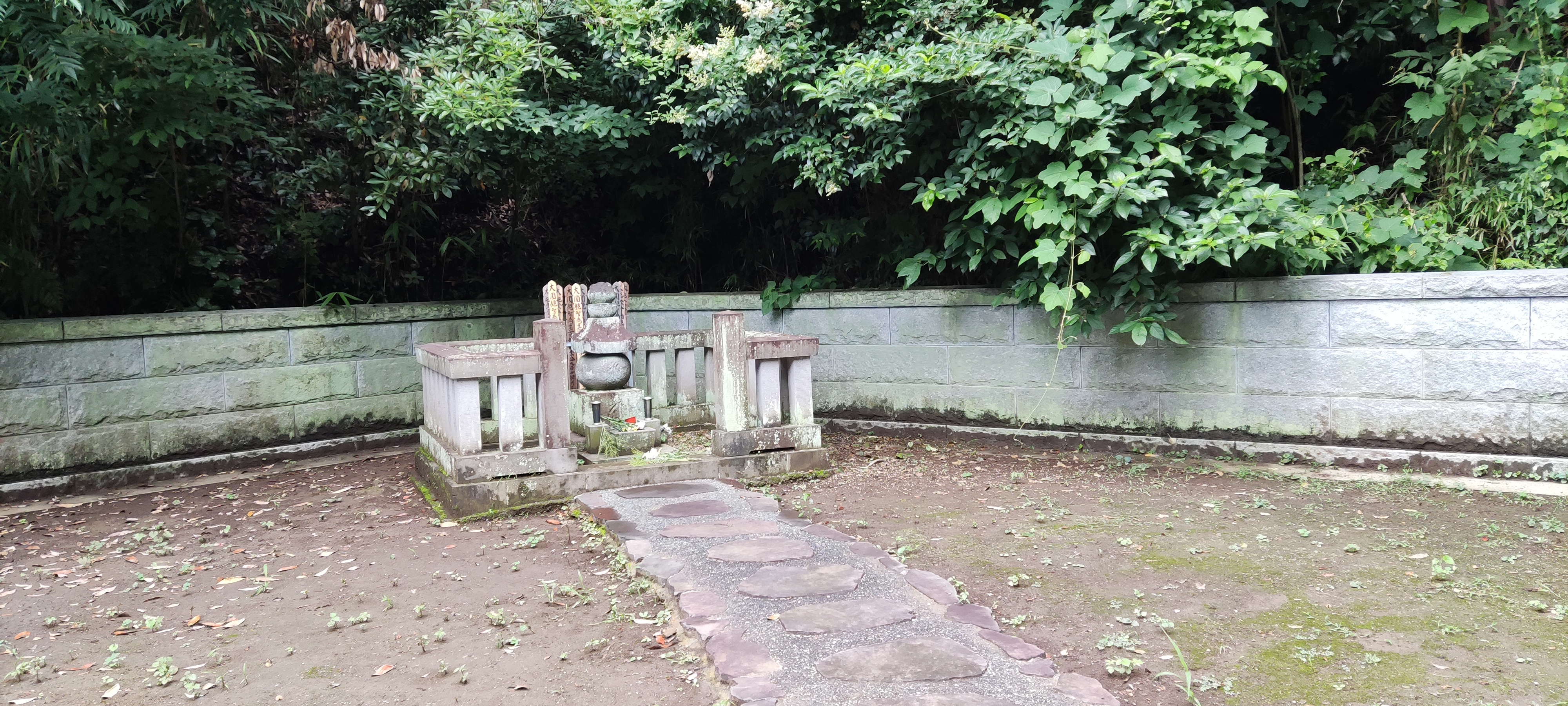
전 하타케야마 시게야스의 묘 (카나자와구) (울타리에서 줌한 사진. 소유자 젠린지)

카마쿠라시 유이가하마 2초메 1089번에 소재하고 있는 메이토쿠 4년 (1393년) 명 호우쿄인탑 (카마쿠라시 지정 유형문화재)가 시게야스의 묘탑이라고 전해지고 있다.
또, 요코하마시 카나자와구 카마리야미나미 1-5의 젠린지의 경외묘지에 있는 고린탑에도 시게야스가 이 땅을 떠나 자살했다는 전승이 있어, 「덴 하타케야마 시게야스 묘」로 요코하마시 등록 지역 문화재로 등록되어있다.

## 출연 작품
- 『풀이 불탄다』 (1979년, NHK대하드라마, 배우 준 유스케)
- 『가마쿠라도노의 13인』 (2022년, NHK대하드라마, 배우 스기타 라이루)

## 같이 보기
- 하타케야마씨
- 마키씨 사건
- 메구로씨
- 유메가타리 시리즈